# Paul Otlet
Paul Marie Gislain Otlet (Bruxelas, 23 de agosto de 1868 — Bruxelas, 10 de dezembro de 1944) foi autor, empresário, visionário, advogado e ativista da paz; ele é uma das pessoas que são consideradas os pais da ciência da informação, uma área que ele chamava de "documentação". Otlet criou a Classificação Decimal Universal, um dos exemplos mais proeminentes de documentação facetada. Otlet foi responsável pela adoção generalizada na Europa do padrão americano de 3x5 polegadas, índice de cartão usado até recentemente na maioria dos catálogos de biblioteca em todo o mundo (até agora amplamente deslocadas pelo advento de catálogos on-line de acesso público (OPAC)). Otlet escreveu diversos ensaios sobre a forma de recolher e organizar o mundo do conhecimento, culminando em dois livros, o Traité de documentation (1934) e Monde: Essai d’universalisme (1935).
Em 1907, na sequência de uma grande conferência internacional, Henri La Fontaine e Otlet criaram o Escritório Central de Associações Internacionais, que foi renomeado para a União das Associações Internacionais, em 1910, e que ainda está localizado em Bruxelas. Eles também criaram um grande centro internacional chamado primeiramente de Palais Mondial (World Palace), mais tarde, o Mundaneum para abrigar as coleções e as atividades dos seus diversos organismos e institutos.
Otlet também foi um idealista e ativista da paz, engajando ideias políticas internacionais que foram incorporados na Liga das Nações e do seu Instituto Internacional de Cooperação Intelectual (precursora da UNESCO), trabalhando juntamente com o seu colega Henri La Fontaine, que ganhou o Prêmio Nobel da Paz em 1913, para atingir os seus ideais políticos de um novo mundo que eles viram decorrer da difusão global da informação e a criação de novos tipos de organizações internacionais.

## Vida e início de carreira
Otlet nasceu em Bruxelas, na Bélgica, em 23 de agosto de 1868, o filho mais velho de Édouard Otlet (Bruxelas, 13 jun 1842 – Blaquefort, França, 20 de outubro de 1907) e Maria (nascida Van Mons). Seu pai, Édouard, era um rico empresário que fez sua fortuna vendendo bondes em todo o mundo. Sua mãe morreu em 1871 com 24 anos, quando Otlet tinha três. Através de sua mãe, era parente da família Van Mons, uma próspera família, e da família Verhaeren, da qual Emile Verhaeren, um dos mais importantes poetas belgas, também fazia parte.
Seu pai o manteve fora da escola, contratando tutores algumas vezes, até que completasse 11 anos, acreditando que nas aulas passaria por momentos em ambientes sufocantes. Otlet, como uma criança, tinha poucos amigos, e brincava regularmente apenas com seu irmão mais novo, Maurice. Ele logo desenvolveu um amor pela leitura e pelos livros.
Aos 6 anos de idade, em decorrência de uma queda na saúde de seu pai, fez com que a família tivesse que se mudar para Paris. Com 11 anos, Paul foi para a escola pela primeira vez, uma escola jesuíta em Paris, onde permaneceu durante os três anos seguintes. A família, em seguida, retornou a Bruxelas, e Paul estudou no prestigioso Collège Saint-Michel, até terminar o ensino médio. Em 1894, seu pai se tornou senador no Senado belga para o Partido Católico (até 1900). Seu pai casou-se novamente com Valerie Linden, filha de um famoso botânico, Jean Jules Linden; os dois tiveram mais cinco filhos. A família viajou muitas vezes durante este tempo, que varia de férias e a negócios à Itália, França e Rússia. 
Otlet formou-se na Universidade Católica de Louven e na Universidade Livre de Bruxelas, onde obteve o grau em 15 de julho de 1890. Ele juntou-se a seu primo Fernande Gloner, logo depois, em 9 de dezembro de 1890. Ele, então, foi funcionário de um famoso advogado Edmond Picard, um amigo de seu pai. Otlet logo sentiu-se insatisfeito com a carreira jurídica, e começou a ter interesse em bibliografia. Seu primeiro trabalho publicado sobre o assunto foi o ensaio Algo sobre bibliografia (Something about bibliography), escrito em 1892. Nela, ele expressa a sua crença de que os livros são uma forma inadequada de armazenar informações, porque a disposição dos fatos contidos dentro deles foi uma decisão arbitrária por parte do autor, tornando cada fato difícil de ser localizado. Otlet propôs um sistema melhor de armazenamento, em seu ensaio, usando cartões contendo pequenos trechos com informação, os quais permitiriam que "todas as manipulações de classificação e continua busca". Além disso seria necessário "um esquema muito pormenorizado de sinopses do conhecimento" que poderia permitir a classificação de todos esses trechos de dados.
Em 1891, Otlet encontrou Henri La Fontaine, um colega advogado com interesses comuns na bibliografia e nas relações internacionais, e os dois se tornaram bons amigos. Eles foram procurados em 1892 pela Sociedade Belga de Ciências Sociais e Políticas para criar bibliografias para diversas ciências sociais, e passaram três anos fazendo isso. Em 1895, eles descobriram a Dewey Decimal Classification, uma biblioteca com sistema de classificação que tinha sido inventada em 1876. eles decidiram tentar expandir este sistema para cobrir a classificação dos fatos que Otlet tinha imaginado anteriormente. Eles escreveram para o criador do sistema, Melvil Dewey, solicitando permissão para modificar seu sistema, que concordou, desde que seu sistema não fosse traduzido para o inglês. Eles começaram a trabalhar nesta expansão logo em seguida.
Ao decorrer deste tempo, Otlet e sua esposa tiveram dois filhos, Marcel e Jean, um em sequência do outro. Otlet fundou o Institut International de Bibliographie (IIB), em 1895, mais tarde rebatizada, em inglês como International Federation for Information and Documentation (FID) (Federação Internacional de Informação e Documentação).

## A repercussão universal da bibliografia
Em 1895, Otlet e La Fontaine começaram também a criação de uma coleção de cartas índice, que servia para catalogar fatos, que veio a ser conhecido como o "Repertoire Bibliographique Universel" (RBU), ou o "Universal Bibliographic Repertory". Até ao final de 1895 tinha crescido para 400.000 entradas, mais tarde chegaria a alcançar uma altura de mais de 15 milhões.
Em 1896, Otlet criou uma base de taxa de serviço para responder às perguntas por correio, através do envio de uma cópia dos solicitantes relevantes índice cartões para cada consulta; estudioso Alex Wright fez referência ao serviço como um "motor de busca analógico". Em 1912, este serviço respondeu a mais de 1 500 consultas por ano. Os utilizadores deste serviço foram sequer avisados se a consulta era suscetível de produzir mais de 50 resultados por pesquisa.
Otlet vislumbrou uma cópia da RBU em cada grande cidade em todo o mundo, tendo Bruxelas como sede. Por diversas vezes entre 1900 e 1914, foram feitas tentativas para enviar cópias completas do RBU para cidades como Paris, Washington, D.C. e Rio de Janeiro; no entanto, houve  dificuldades em copiar e transportar o material e nenhuma cidade recebeu mais de algumas centenas de milhares de cartões.

## Classificação Decimal Universal
Em 1904, Otlet e La Fontaine começaram a publicar seu sistema de classificação, o qual eles chamavam de Classificação Decimal Universal (Universal Decimal Classification). Eles completaram esta primeira publicação em 1907. O sistema define não apenas detalhes sobre as classificações, mas também uma notação algébrica referindo-se à intersecção de várias disciplinas, como por exemplo, a notação de "31: [622 669] (485)" refere-se às estatísticas de mineração e metalurgia na Suécia. A UDC é um exemplo de uma classificação analítico-sintética, ou seja, que permite a ligação de um conceito para outro. Embora alguns tenham descrito como facetados, não o é, apesar de ter alguns elementos facetados. Uma verdadeira classificação facetada consiste apenas em conceitos simples, e existem muitos conceitos compostos listados na UDC. Ele ainda é utilizado por muitas bibliotecas e serviços bibliográficos pelo mundo fora.

## Problemas pessoais com a Primeira Guerra Mundial
Em 1906, com seu pai, Édouard, perto da morte e suas empresas desmoronando, Paul e seu irmão e cinco meio-irmãos formaram uma empresa, Otlet Frères ("Irmãos Otlet") para tentar gerir estas empresas, as quais incluía minas e ferrovias. Paul, que até então era consumido por sua obra bibliográfica, tornou-se presidente da empresa. Em 1907, Édouard morreu, e a família lutava para manter todas as partes do negócio. Em Abril de 1908, Paul Otlet e sua esposa divorciaram-se. Otlet casou-se novamente em 1912, com Cato Van Nederhesselt.
Em 1913, La Fontaine ganhou o Prêmio Nobel da Paz, e investiu seus ganhos nos empreendimentos que tinha junto com Otlet, os quais estavam sofrendo de falta de financiamento. Otlet percorreu os Estados Unidos no início de 1914 para tentar obter um financiamento adicional a partir do Governo dos EUA, mas os seus esforços não foram frutíferos, devido à eclosão da Primeira Guerra Mundial. Otlet retornou à Bélgica, mas rapidamente tornou a fugir depois do território ter sido ocupado pelos alemães. Ele passou a maior parte da guerra em Paris, e em várias cidades da Suíça. Ambos seus filhos lutaram no exército belga, e um deles, Jean, morreu durante a Batalha da Yser.
Otlet passou a maior parte do tempo durante a Guerra tentando trazer a paz, e promoveu a criação de instituições multinacionais que acreditava poder evitar futuras guerras. Em 1914, ele publicou um livro, "La Fin de la Guerre" ("O Fim da Guerra"), que definiu uma "Carta Mundial dos Direitos Humanos", como a base para uma federação internacional.

## O Mundaneum
Em 1910, Otlet e La Fontaine primeiro vislumbraram uma "cidade do conhecimento", que Otlet originalmente chamou de "Palais Mondial" ("World Palace", "Palácio Mundial"), que serviria como um depósito central de informações do mundo todo. Em 1913, o rei do aço norte americano, Andrew Carnegie, visitou Bruxelas e conheceu o projeto de Otlet, ficando encantado, fez doações que permitiram a continuação dos esforços. Em 1919, logo após o fim da I Guerra Mundial, eles convenceram o governo da Bélgica a dar-lhes o espaço e financiamento para este projeto, argumentando que isso ajudaria a reforçar a oferta belga para abrigar a sede da Liga das Nações Unidas. Eles receberam uma área na ala esquerda do "Palais du Cinquentenaire", um edifício governamental em Bruxelas. Eles então contrataram equipes para ajudar a aumentar a "Universal Bibliographic Repertory". O "Palais Mondial" foi brevemente fechado em 1922, devido à falta de apoio do governo e do primeiro-ministro Georges Theunis, mas logo foi reaberto. Otlet renomeou o "Palais Mondial" como "Mundaneum" em 1924. A RBU rapidamente aumentou seu índice para 13 milhões de cartões em 1927; em 1934, seu último ano, tinha atingido mais de 15 milhões. Cartões de índice foram guardados em armários personalizados, e indexados de acordo com a Classificação Decimal Universal. A coleção também cresceu por incluir arquivos (como cartas, relatórios, artigos de jornal, etc) e as imagens, guardadas em salas separadas, nos cartões foram feitos também um índice para catalogar todos estes outros arquivos. O Mundaneum continha cerca de 100 000 arquivos e milhões de imagens.
Em 1934, o governo belga novamente cortou o financiamento do projeto, e os escritórios foram fechados (Otlet protestou, mantendo vigília trancada fora do escritório, mas em vão). A coleção permaneceu intocada dentro desses gabinetes, isto até 1940, quando a Alemanha invadiu Bélgica. A fim de instalarem um quartel trimestral e expor uma mostra de arte do Terceiro Reich alemão, destruíram grandes quantidades de suas coleções e estes acabaram por forçar Otlet e seus colegas a saírem dali, a ponto de terem que encontrar um novo lar para o Mundaneum. Em um grande, mas decrépito edifício no Parque Leopold eles reconstruíram o Mundaneum, da melhor maneira possível, e ali permaneceu até que ele foi transferido novamente em 1972, muito depois da morte de Otlet.

## A World City
A "World City" ou "Cité Mondiale" foi uma visão utópica proposta por Paul Otlet de uma cidade que seria como uma Exposição Universal, a qual reuniria todas as principais instituições do mundo. A "World City" transmitiria conhecimentos para o resto do mundo e iria propor a e a cooperação universal. A ideia de Otlet, de conceber uma cidade utópica internacional, foi basicamente inspirada na publicação contemporânea feita pelo escultor norueguês-americano Hendrik Christian Andersen e pelo arquiteto francês Ernest Hébrard de uma série impressionista de planos baseados nas belas-artes para um Centro de Comunicação Mundial (World Centre of Communication - 1913). Para a concepção da "World City", Otlet contou com a colaboração de vários arquitetos. Desta forma, toda uma série de desenhos e modelos para a "World City" foi desenvolvido. A maioria dos planos elaborados foram: o design do Mundaneum (1928) e da World City (1929) por Le Corbusier, em Genebra, próximo ao Palácio da Liga das Nações, por Victor Bourgeois em Tervuren (1931) próximo ao Museu do Congo, novamente por Le Corbusier (em colaboração com Huib Hoste) na margem esquerda do rio, em Antuérpia (1933), por Maurice Heymans em Chesapeake Bay perto de Washington (1935), e por Stanislas Jassinski e Raphaël Delville na margem esquerda do rio, em Antuérpia (1941). Estes desenhos, apesar de serem diferentes, continham algumas construções, como o Museu Mundial, a Universidade Mundial, um Centro de Biblioteca e Documentação Mundial, gabinetes, escritórios e Embaixadas Internacionais para as Associações, além de um Centro Olímpico, uma área residencial, e um parque.

## Explorando novas mídias
Otlet integrava as novas mídias conforme estas eram inventadas, de acordo com suas ideias de trabalho e organização em redes. No início dos anos 1900, Otlet trabalhou com o físico e engenheiro belga Robert Goldschmidt armazenando dados bibliográficos em microfilme (até então conhecido como "micro-fotografia"). Estas experiências continuaram nos anos 1920, e até o final dos anos 1920 ele tentou, juntamente com os colegas, criar uma enciclopédia impressa inteiramente em película, conhecida como a Enciclopédia Microphotica Mundaneum, que estava alojada no Mundaneum. Na década de 1920 e 1930, ele escreveu sobre rádio e televisão como outras formas de transmitir informação. Em 1934 escreveu o "Traité de documentation" que "uma após a outra, maravilhosas invenções têm alargado imensamente as possibilidades de documentação." No mesmo livro, ele previu que a mídia que transmitiria sensações, sabores e cheiros também, eventualmente, seria inventada, e que um sistema ideal de informação-comunicação seria capaz de lidar com tudo o que ele chamava de "percepção-sensitiva de documentos".

## Opinião e participação política
Otlet acreditava na cooperação internacional para promover a difusão do conhecimento e da paz entre as nações. A "Union of International Associations" (União das Associações Internacionais), que ele havia fundado em 1907 com Henri La Fontaine, posteriormente, levou ao desenvolvimento da Liga das Nações e do Instituto Internacional de Cooperação Intelectual, que mais tarde foi incorporada à UNESCO.
Em 1933, Otlet propôs a construção, na Bélgica próximo a Antuérpia, de uma "gigantesca e natural World City", para empregar uma enorme quantidade de trabalhadores, a fim de aliviar o desemprego gerado pela Grande Depressão.

## Caindo em esquecimento
Otlet morreu em 1944, pouco antes do fim da II Guerra Mundial, tendo visto o seu grande projeto, o Mundaneum, fechado, e tendo perdido todas as suas fontes de financiamento.
Segundo o estudioso W. Boyd Rayward, "a Primeira Guerra Mundial marcou o fim intelectual, bem como sócio-político em que Otlet tinha vivido até então com notável sucesso", após perder o apoio tanto do governo belga quanto da comunidade acadêmica, suas ideias começaram a parecer "grandiosas, desfocadas e fora de moda".
No rescaldo da II Guerra Mundial, as contribuições de Otlet para o campo da ciência da informação foram perdidas na crescente popularidade das ideias americanas de informação, tais como os cientistas Vannevar Bush, Douglas Engelbart, Ted Nelson e por teóricos da organização da informação como Seymour Lubetzky.

## Redescoberta
Começando na década de 1980, e especialmente após o advento da World Wide Web, no início de 1990, surgiu um novo interesse nas especulações e teorias sobre a organização do conhecimento, a utilização das tecnologias da informação e da globalização já propostas por Otlet. Sua obra de 1934, o "Traité de documentation", foi reimpressa em 1989 pelo "Centre de Lecture" publicado pela "Communauté française" na Bélgica. (Nem o "Traité" nem o seu companheiro trabalho, "Monde" - Mundial, foram traduzidos para o Inglês até então.) Em 1990 o Professor W. Boyd Rayward publicou alguns escritos de Otlet em inglês. Ele também publicou uma biografia de Otlet (1975), que foi traduzida em russo (1976) e em espanhol (1996, 1999 e 2005).
Em 1985, o acadêmico belga André Canonne levantou a possibilidade de recriar o Mundaneum como um arquivo e museu dedicado à Otlet e outros a eles associados; sua ideia inicial era instalá-lo na cidade belga de Liège. Cannone, com substancial ajuda de outros, finalmente conseguiu abrir o novo Mundaneum, em Mons, na Bélgica, em 1998. Este museu ainda se encontra em funcionamento, e contém os documentos pessoais de Otlet e La Fontaine e os arquivos das várias organizações que criaram juntamente com outros acervos importantes para a história moderna da Bélgica.

## Análise das teorias de Otlet
O professor W. Boyd Rayward, responsável pela biografia de Otlet, publicou seus ideais, o pensamento que era produto do século XIX englobando a filosofia do positivismo, que para ser compreendido deve se apoiar em um estudo cuidadoso e utilizar-se de métodos científicos, propondo uma visão objetiva do mundo. Segundo Rayward, ele colocou suas ideias culturalmente e intelectualmente na Belle Époque, período de Pré-I Guerra Mundial, na Europa, um período de grandes "certezas culturais".
Os manuscritos de Otlet têm sido reconhecidos como os precursores da atual World Wide Web. Sua visão de uma grande rede de conhecimento foi centrada em documentos e na inclusão das noções de hiperlinks, motores de pesquisa, acesso remoto, e as redes sociais, embora estes conceitos fossem descritos por diferentes nomes.